# Serviès-en-Val
Serviès-en-Val là một xã của Pháp, nằm ở tỉnh Aude trong vùng Occitanie.
Người dân địa phương trong tiếng Pháp gọi là Serviésois.

## Hành chính
| Danh sách các xã trưởng                |           |              |      |         |
| Giai đoạn                              | Giai đoạn | Tên          | Đảng | Tư cách |
| tháng 3 năm 2001                       |           | Lydie Cavaye |      | Maire   |
| Tất cả các dữ liệu trước đây không rõ. |           |              |      |         |

## Thông tin nhân khẩu
| Năm    | 1962 | 1968 | 1975 | 1982 | 1990 | 1999 | 2008                         |
| ------ | ---- | ---- | ---- | ---- | ---- | ---- | ---------------------------- |
| Dân số | 348  | 350  | 323  | 270  | 245  | 250  | 250 sansdoublescomptes= 1968 |